# Черен феб
Черен феб (Sayornis nigricans) е вид птица от семейство Tyrannidae.

## Разпространение
Видът е разпространен в Аржентина, Белиз, Боливия, Венецуела, Гватемала, Еквадор, Канада, Колумбия, Коста Рика, Мексико, Никарагуа, Панама, Перу, Салвадор, САЩ и Хондурас.